# Betanzos (vino)
Betanzos es una indicación geográfica protegida, utilizada para designar los vinos de la tierra elaborados con uvas producidas en la zona vitícola que comprende los términos municipales de: Bergondo, Betanzos, Coirós, Miño y Paderne, y de determinadas parroquias de los de Abegondo, Oza dos Ríos y Sada, todos ellos en Galicia. 
Esta indicación geográfica fue reglamentada en 2001, suponiendo la comarca vitivinícola situada más al norte de la comunidad autónoma gallega.

## Variedades de uva
Recomendadas (los vinos de esta denominación deberán llevar por lo menos un 60% de uva de las siguientes variedades):
- Blancas: blanco legítimo, agudelo, godello.
- Tintas: mencía, brancellao, merenzao.

Autorizadas (hasta un 40% del vino puede ser completado con estas variedades):
- Tintas: garnacha tintorera y gran negro.
- Blancas: palomino.